# Xanthostemon
Xanthostemon är ett släkte av myrtenväxter. Xanthostemon ingår i familjen myrtenväxter.

## Bildgalleri

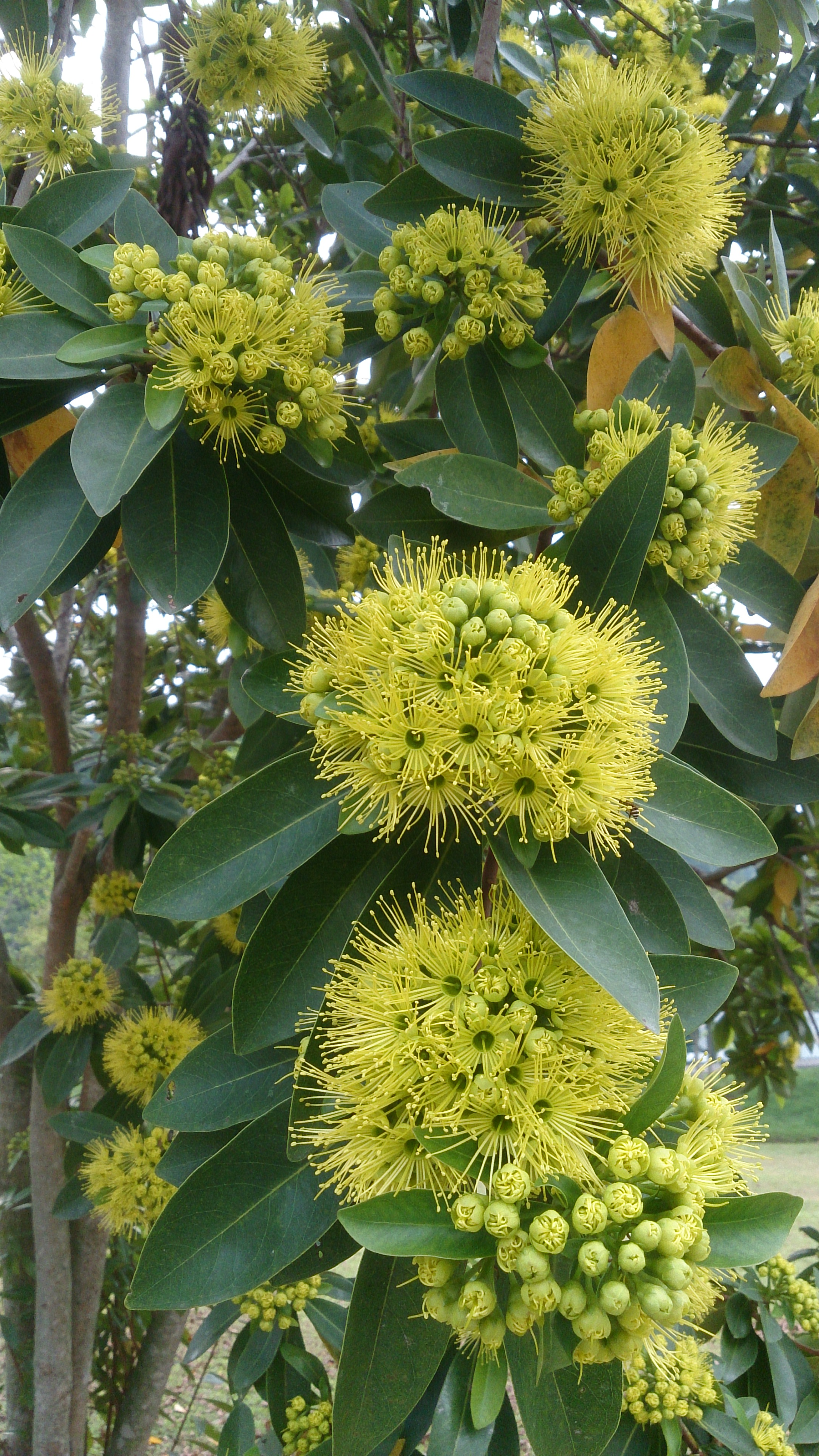
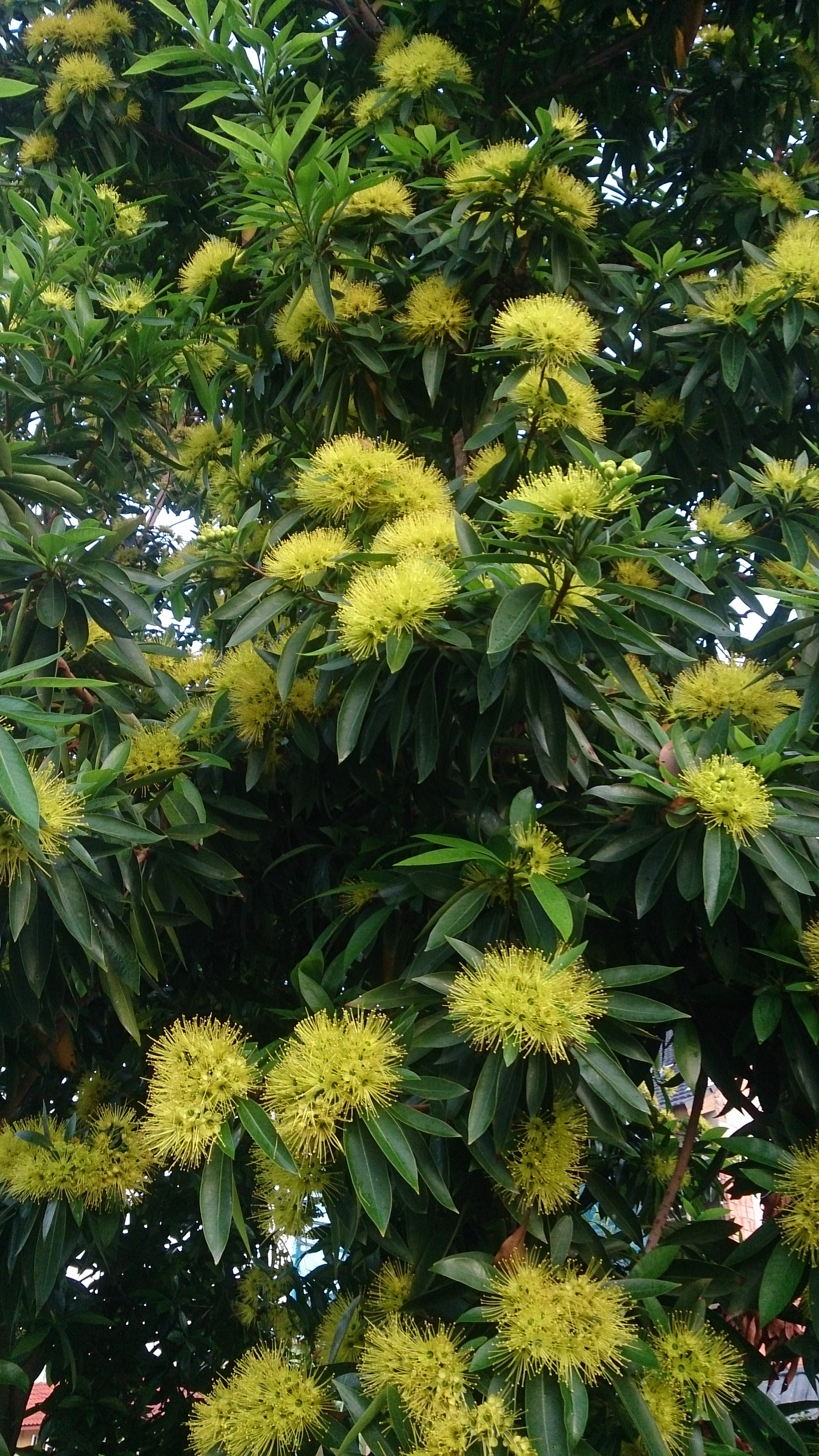
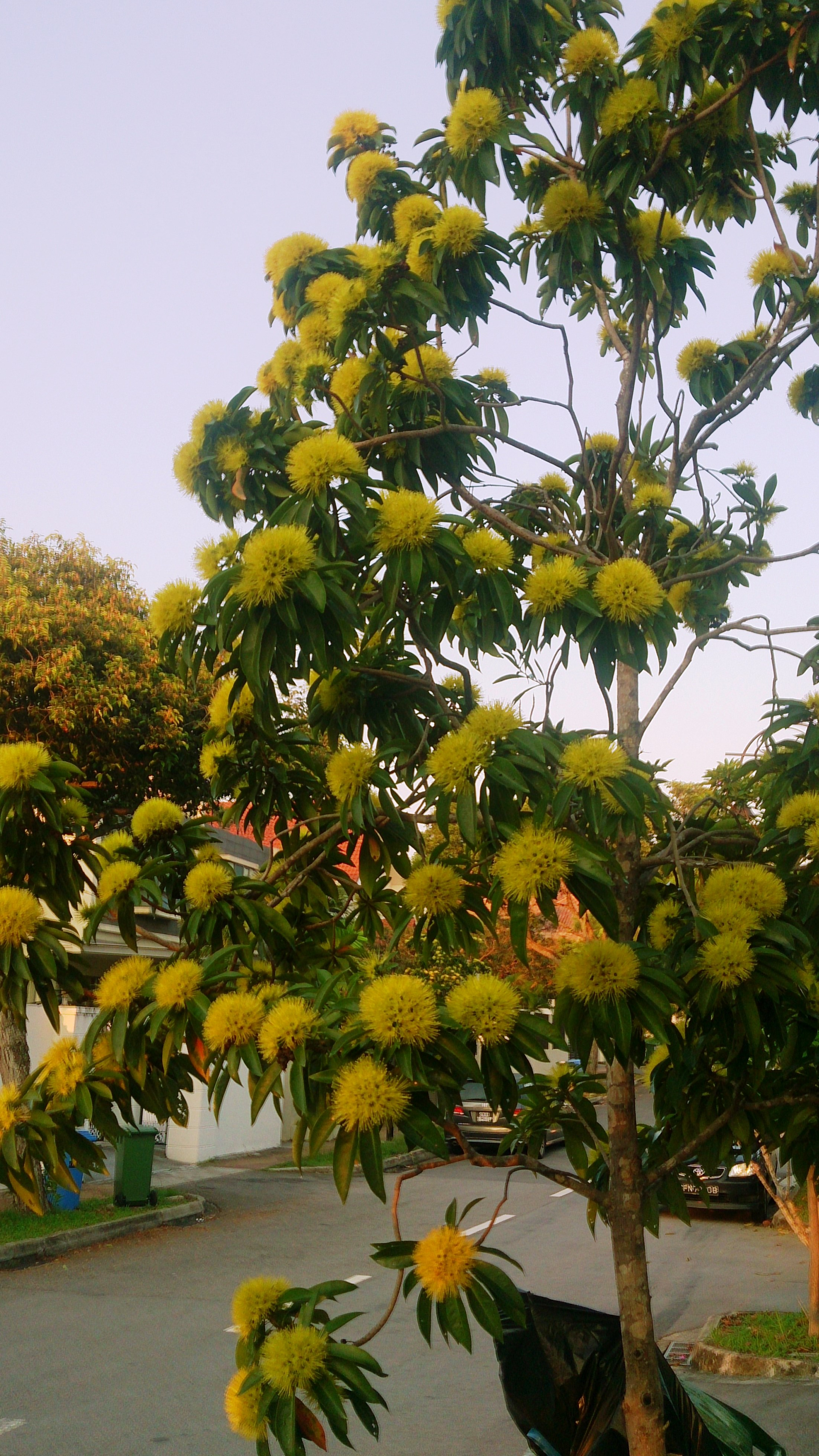
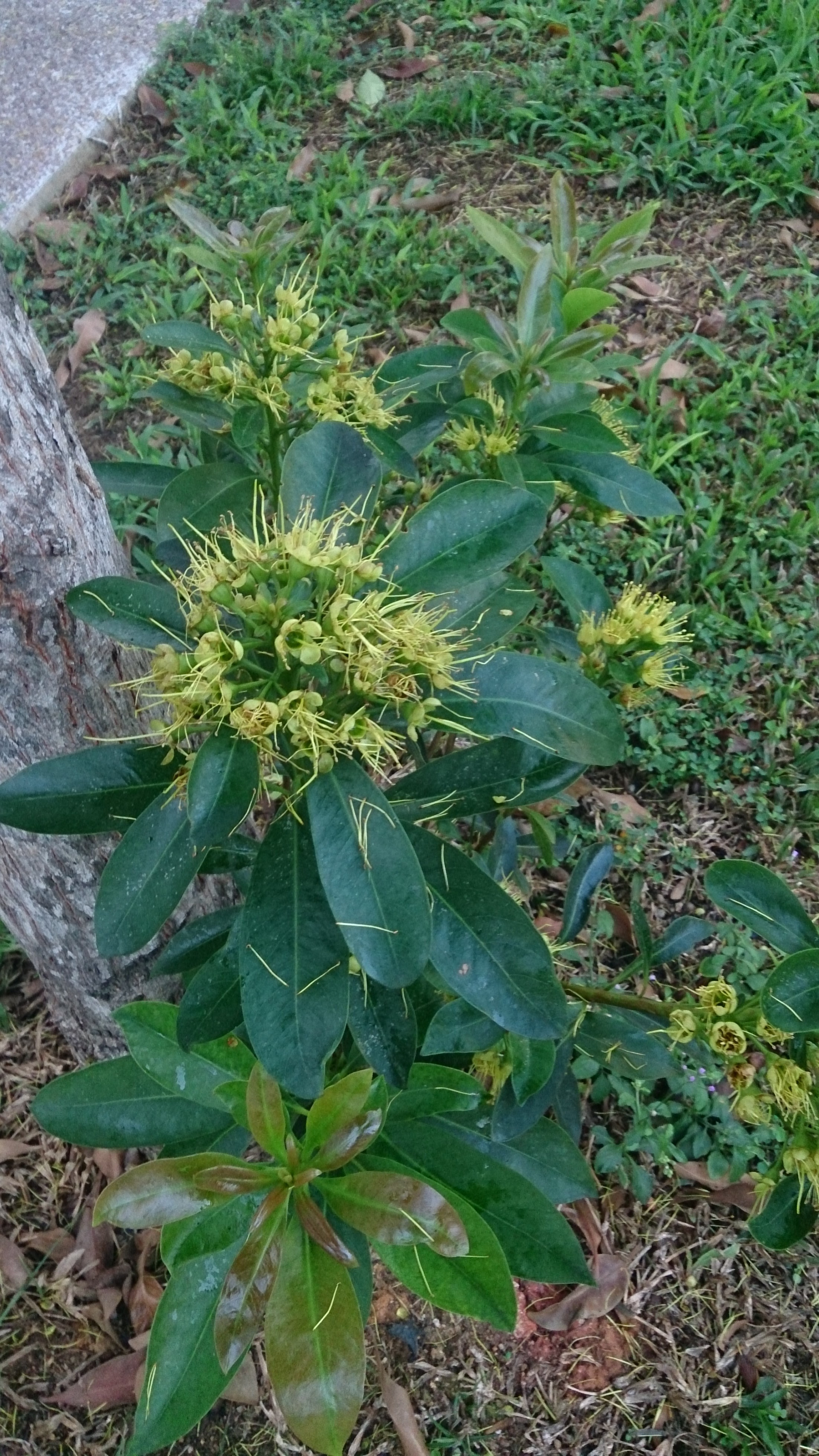
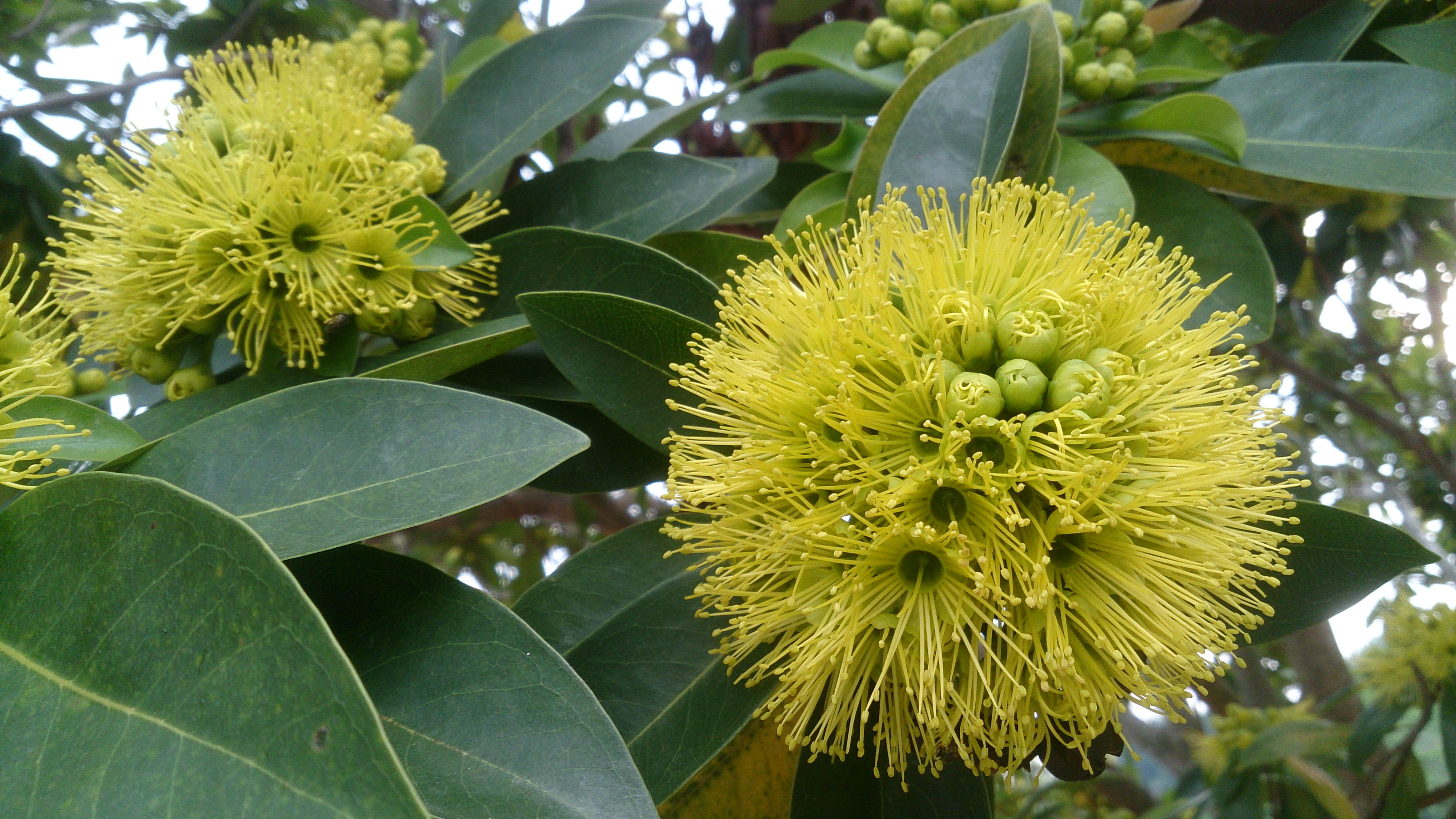
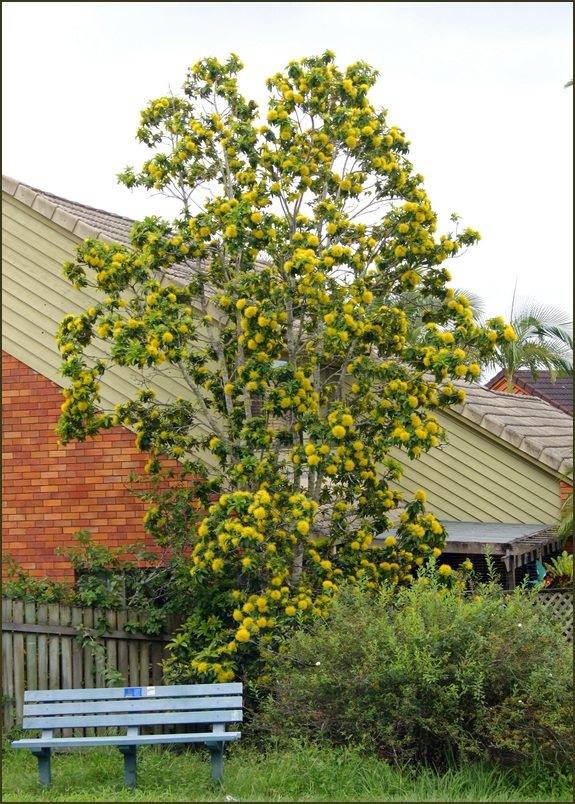

## Dottertaxa tillXanthostemon, i alfabetisk ordning[1]
- Xanthostemon arenarius
- Xanthostemon aurantiacus
- Xanthostemon bracteatus
- Xanthostemon brassii
- Xanthostemon carlii
- Xanthostemon chrysanthus
- Xanthostemon confertiflorus
- Xanthostemon crenulatus
- Xanthostemon eucalyptoides
- Xanthostemon ferrugineus
- Xanthostemon formosus
- Xanthostemon francii
- Xanthostemon fruticosus
- Xanthostemon glaucus
- Xanthostemon grandiflorus
- Xanthostemon graniticus
- Xanthostemon grisii
- Xanthostemon gugerlii
- Xanthostemon intermedius
- Xanthostemon lateriflorus
- Xanthostemon laurinus
- Xanthostemon longipes
- Xanthostemon macrophyllus
- Xanthostemon melanoxylon
- Xanthostemon multiflorus
- Xanthostemon myrtifolius
- Xanthostemon natunae
- Xanthostemon novaguineensis
- Xanthostemon oppositifolius
- Xanthostemon paabaensis
- Xanthostemon paradoxus
- Xanthostemon petiolatus
- Xanthostemon philippinensis
- Xanthostemon psidioides
- Xanthostemon pubescens
- Xanthostemon retusus
- Xanthostemon ruber
- Xanthostemon sebertii
- Xanthostemon speciosus
- Xanthostemon sulfureus
- Xanthostemon umbrosus
- Xanthostemon velutinus
- Xanthostemon verdugonianus
- Xanthostemon verticillatus
- Xanthostemon verus
- Xanthostemon whitei
- Xanthostemon vieillardii
- Xanthostemon xerophilus
- Xanthostemon youngii